# Gangubai Kathiawadi

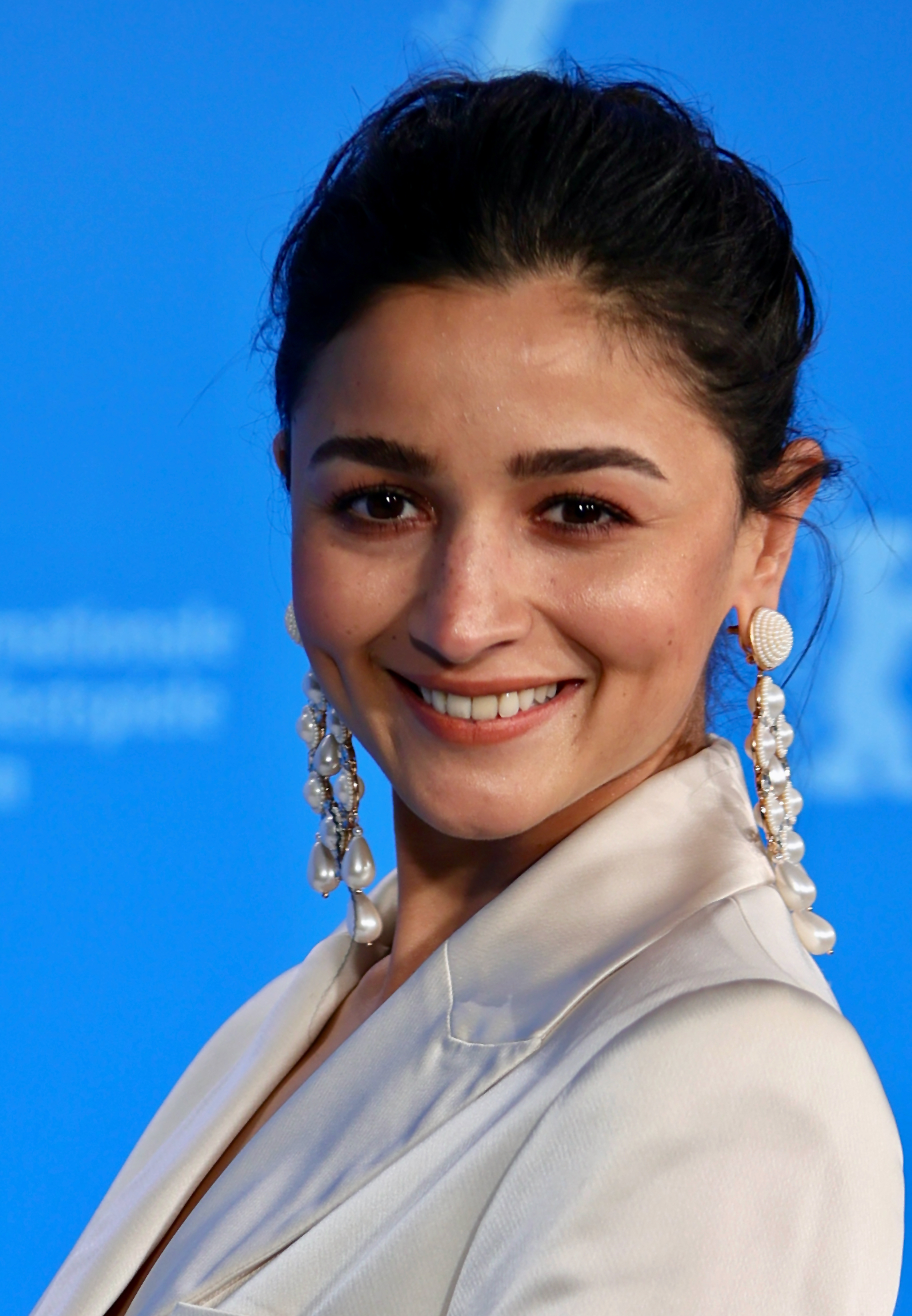
Alia Bhatt bei der Berlinale 2022

Gangubai Kathiawadi (Hindi: गंगूबाई काठियावाड़ी) ist ein indischer Film von Sanjay Leela Bhansali aus dem Jahr 2022. In der Hauptrolle spielt Alia Bhatt als Gangubai Kothewali, auch bekannt als Mafia Queen des Rotlichtviertels von Bombay. Der Film basiert auf dem Buch Mafia Queens of Mumbai von S. Hussain Zaidis.
Die Uraufführung des Films war am 16. Februar 2022 bei der 72. Berlinale in der Sektion „Berlinale Special Gala“. Die weltweite Veröffentlichung erfolgte am 25. Februar 2022.

## Handlung
Gangubai wird als junges Mädchen, damals noch als Ganga, von ihrem Verlobten hinters Licht geführt: Er verspricht ihr eine Karriere als Filmstar, verkauft sie allerdings in ein Bordell in Kamathipura, dem größten Rotlichtbezirk Indiens in den 1950er Jahren. Hier soll ihr Widerstand gebrochen werden, um sie den Freiern anbieten zu können. Doch ihr Wille ist stärker. Nach einer Misshandlung durch einen der Freier wendet sich Ganga an Rahim, den hiesigen Mafiaboss. Sie bittet ihn um Gerechtigkeit, woraufhin dieser an dem Mann Vergeltung übt.
Als die Besitzerin des Bordells stirbt, übernimmt Ganga die Funktion. Allmählich wird sie zur gefürchteten Gangubai, die im Viertel immer mehr Einfluss erhält. Sie verbündet sich mit Rahim und erhält Anteile am verbotenen Handel mit Alkohol. Gangubai will bei den Wahlen zur Präsidentin von Kamathipura antreten, muss dabei aber zunächst die amtierende Raziabai überwinden. Durch gezielte Aktionen gewinnt Gangubai das Vertrauen der Bewohner des Viertels und kann die Wahl schließlich für sich entscheiden.
Als Präsidentin erhebt sie ihre Stimme für die Rechte der Sexarbeiterinnen und ihrer Kinder. Ihr mutiger Emanzipationskampf in einer rückständigen Männergesellschaft führt sie bis zu Jawaharlal Nehru, dem ersten Premierminister des unabhängigen Indien. Schließlich hält sie ihre berühmte Rede bei einem Gipfel für Frauenrechte, die weltweit auf Anerkennung stößt.

## Hintergrund
Die wahre Person hinter der Hauptfigur hieß Ganga Harjivandas (wahrscheinlich 1939–2008). Sie war eine einflussreiche Bordellbesitzerin in den 1950er und 1960ern, die sich für die Rechte der Prostituierten eingesetzt hat.

## Produktion
Im September 2019 wurde offiziell bekanntgegeben, dass Alia Bhatt die Rolle der Gangubai Kathiawadi spielen wird. Nach anfänglichen Bedenken hatte sie schließlich zugesagt. Die Dreharbeiten begannen am 27. Dezember 2019 in Mumbai. Um den regelmäßigen Monsunregen vorzubeugen, würde das komplette Set mit einer Konstruktion überdacht.
Im Film hat die TV-Persönlichkeit Shantanu Maheshwari seinen ersten Auftritt, er spielt Gangubais große Liebe. Die Produktion wurde im März 2020 aufgrund des von der indischen Regierung angeordneten Lockdowns im Zuge der COVID-19-Pandemie unterbrochen. Zu diesem Zeitpunkt waren bereits 70 Prozent des Films abgedreht. Bhatt setzte die Aufnahmen am 6. Oktober 2020 fort und Ajay Devgn, der im Film Gangubais Verbündeten Rahim spielt, stieß am 27. Februar 2021 zum Set. Die Dreharbeiten wurden am 26. Juni 2021 abgeschlossen.

## Veröffentlichung
Der Film sollte ursprünglich am 30. Juli 2021 veröffentlicht werden, was sich jedoch aufgrund der anhaltenden Pandemie verzögerte. Anschließend war eine weltweite Veröffentlichung für den 6. Januar 2022 vorgesehen, bevor der Start auf den 25. Februar 2022 verschoben wurden, um Terminkonflikte mit S. S. Rajamoulis Film RRR zu vermeiden.
Die Uraufführung des Films war bei den Internationalen Filmfestspielen Berlin 2022 in der Sektion „Berlinale Special Gala“ am 16. Februar 2022.

## Musik
Die Songs des Films wurde von Regisseur Sanjay Leela Bhansali geschrieben, die Filmmusik komponierten Sanchit und Ankit Balhara.